# 랜지 루루 여학교

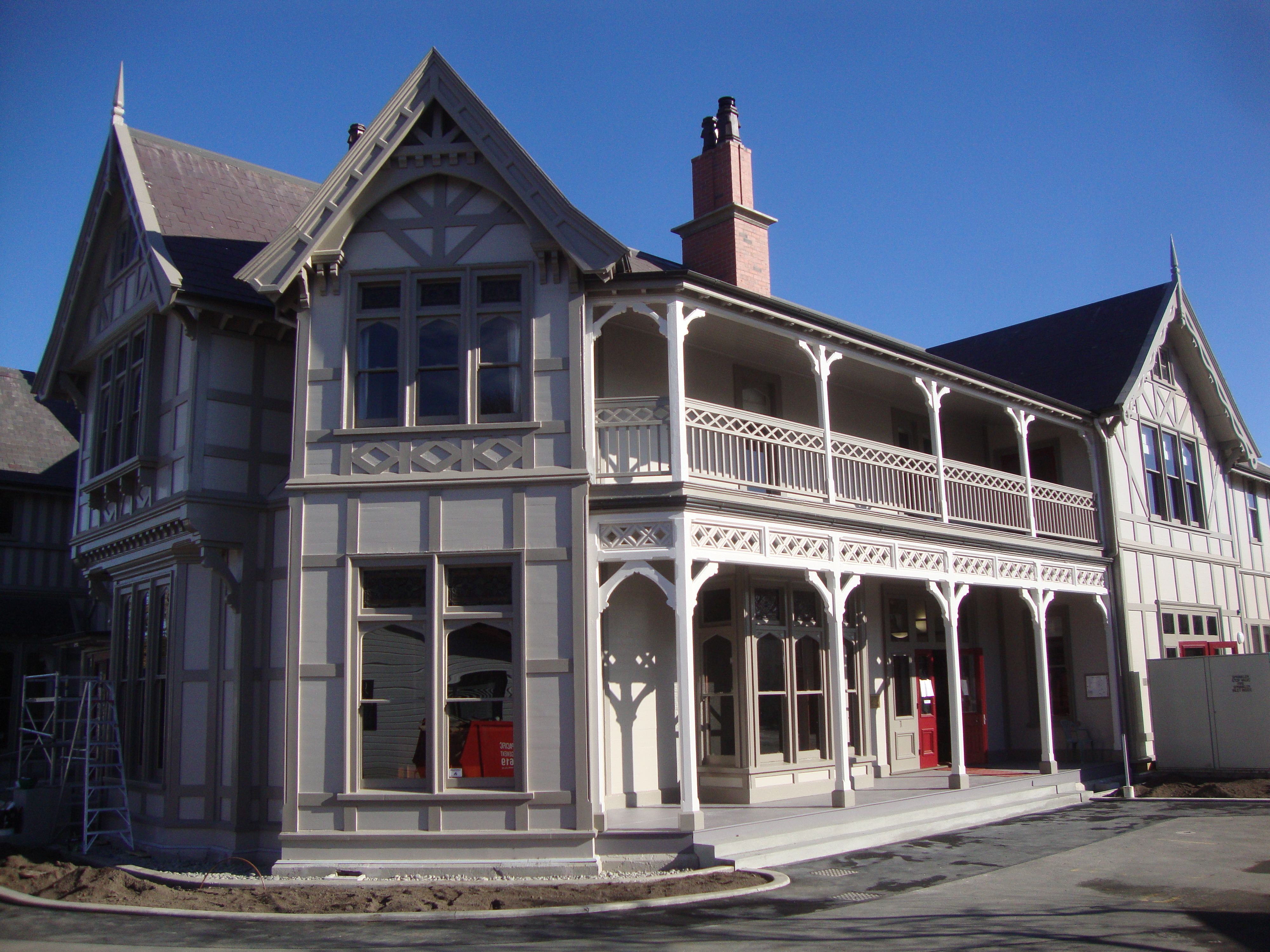

랑이루루 여학교(Rangi Ruru Girls' School)는 뉴질랜드 캔터베리 지방 크라이스트처치에서의 사립 개신교 계파 여자 초중고등학교이다. 1889년 첫 개교되어 현재에 이르고 있다.